# Selty
Selty (in russo Селты?; in lingua udmurta: Сьӧлта) è un villaggio che si trova nella Repubblica Autonoma dell'Udmurtia, in Russia. È il centro amministrativo del distretto Seltinskij.
L'insediamento è situato 142 km a nord-ovest di Iževsk.